# Pont-Bellanger
Pont-Bellanger (pɔ̃.bɛ.lɑ̃.ʒeⓘ) es una población y comuna francesa, situada en la región de Baja Normandía, departamento de Calvados, en el distrito de Vire y cantón de Saint-Sever-Calvados.

## Demografía
| 123 | 121 | 100 | 82 | 80 | 87 |
| Para los censos de 1962 a 1999 la población legal corresponde a la población sin duplicidades (Fuente: INSEE [Consultar]) |     |     |    |    |    |